# Das Ritual – Im Bann des Bösen
Das Ritual – Im Bann des Bösen (Originaltitel: Ritual) ist ein US-amerikanischer Horrorfilm aus dem Jahr 2001. Regie führte Avi Nesher, der gemeinsam mit Rob Cohen das Drehbuch schrieb. Die Handlung bedient sich Motiven aus dem Horrorfilm Ich folgte einem Zombie von Jacques Tourneur aus dem Jahr 1943.

## Handlung
Die Ärztin Alice Dodgson wird mit der Pflege des auf Jamaika wohnhaften Wesley Claybourne beauftragt. Im Ort geschehen einige Morde. Dodgson stellt fest, dass die Krankheit des Mannes durch Voodoo-Zauber verursacht ist, mit dem dessen Bruder ihm Schaden zufügen will. Der Bruder des Plantagenbesitzers will Claybourne als geschäftsunfähig erklären lassen. Dodgson nimmt im Kampf gegen die übernatürlichen Kräfte an einigen Ritualhandlungen teil, darunter an einem Tanz.

## Kritiken
Christopher Null schrieb auf www.filmcritic.com, der als dritter Teil derselben Spielfilmreihe wie Bordello of Blood konzipierte Film sei „süß“ und „verrückt“. Der Zuschauer brauche sich nicht zu langweilen.
Das Lexikon des internationalen Films schrieb, der Film schwanke „unentschlossen zwischen Splatter, satirischen Elementen und Liebesdrama“ und erreiche „niemals die Dichte des Originals“. Sein „naiver Exotismus“ wirke „eher peinlich“.
Die Zeitschrift TV direkt 15/2008 schrieb, der Film sei „stümperhaft“ inszeniert.

## Hintergründe
Der Film wurde in einigen Ländern wie Spanien und den USA direkt auf Video bzw. DVD veröffentlicht.